# Helicobacter bilis
Helicobacter bilis è un batterio della famiglia degli Helicobacteraceae.